# 羅莽
羅莽（英語：Lo Kwan Lam，1955年7月23日—），原名羅坤霖，香港男演員，出身於邵氏兄弟的武打演員，由1970年代後期活躍至今。其藝名「羅莽」是導演張徹在1976年開拍電影《生死門》時找來相士為他所改。他入行初年曾用另一個藝名昆倫。「羅莽」一名雖然已被採用經年，但他曾對傳媒表示自己不喜歡這個藝名，且一度有意改新藝名。礙於改新名字會被人誤以為是新人出道，使他的事業化整為零，最終沒有成事。

## 背景

### 成長經過
羅莽的父親是三行工人，由中國移民來到香港生活後，於舊啟德機場、九龍豪宅等地經營鋪設草皮的地盤生意。因受友人唆使下到九龍寨城自行建了樓高五層的屋子，其中四層作分租用途。羅莽生於九龍寨城，家中共有十一名兄弟姊妹，對下有六名胞弟。自己是長房兒子，排行第五，所以得名「五哥」。他及後於1970年代居住在紅磡大環山徙置區1座。羅莽昔日就讀龍崗道樂善堂小學，1963年因九龍樂善堂創辦樂善堂橫頭磡學校而獲校方安排轉學至該校升讀小四，至1966年下午校畢業。十三歲的時候由於父親希望他學武，保護家人，加上受李小龍「中國人不當東亞病夫」的電影對白影響，他就受惠於建築工會福利去學習洪拳、蔡李佛拳。不久再到九龍城朱家螳螂總會跟隨朱冠華學習南派東江朱家螳螂拳。羅莽在學時修讀理科，但比較心散。

### 演藝發展
中學畢業後，他於1974年已打算報考「長弓電影公司」，卻遭家中排行第一、任職張徹私人司機的兄長大力反對而暫且作罷。同時獲兄長介紹加入張氏位於窩打老道的「長弓電影公司」做會計主任兼信差。他的螳螂拳基礎正是於入職文員的三年間學成。除此之外，當時他的父親想他當警察，但羅莽一心想做武打明星，遂選擇從影。後來他於1977年獲得邵逸夫親自提拔，並將他引薦給導演張徹。他其後透過報紙廣告得知邵氏電影公司招收武打學員，便加盟初為開拍電影《少林寺》而設的第一期邵氏武術訓練班，成為張徹未上契的乾兒子及訓練班八十位學員之一。1977年至1982年間在狄龍主動鼓勵與指導落淚戲份下，令他決心在演藝圈發展。而羅莽的六弟羅國霖及七弟羅德霖於1979年分別以藝名「羅軍」及「羅勝」簽約成為邵氏電影公司演員，為期八年。
他在1979年獲華僑晚報頒發「十大影劇明星金球獎」。早期轉演電視劇時多演警察，後期轉走搞笑路線。1979年獲選為香港十大明星。1980年一度離開張家班（張徹班底）作個人發展，1982年回歸。他在1984年於亞洲電視演出劇集《十二金牌》（演藝事業中首部參演的電視劇；基於要提高知名度而參與）之後，為了更好的演藝事業，加上獲無綫電視招手，於是在1989年轉投香港無綫電視，服務二十餘年後結束賓主關係。當時他在1980年至1989年間轉為經商，跟隨父親做沙泥兼裝修生意，又在建築工地工作。同期在香港投資餐廳生意。直至1989年生意結束後，便完全專注於參與拍攝電影和劇集。其加入無綫電視後參演的第一部電視劇為《螳螂小子》。1995年，羅莽憑劇集《娛樂插班生》飾演「胡江」一角，受觀眾歡迎。除電視劇外，他亦有參與電影演出和參與慈善節目，例如他在2004年「慈善星輝仁濟夜」上籌得130萬元。此外，他愛好武功及結他，亦因此曾在無綫電視的台慶節目中表演武術及彈結他。又曾在香港大學的慈善籌款活動中演出。

### 獲得獎項
在羅莽拍攝過的其中一部電影作品之中，《少林與武當》的電影情節在2003年被英國樂隊 The Chemical Brothers 透過電腦特技剪輯成單曲「Get yourself high」的音樂錄像。2007年9月，他獲得美國 Phillywood Entertainment 第一屆「國際武術影業終身成就獎」，更分別獲當年的賓夕法尼亞州州長 Ed Rendell 及費城市長 John F. Street 頒發榮譽獎。返港後，無綫電視時任製作資源副總監樂易玲為他舉行記者會宣佈消息。

### 犯官非
羅莽曾因好杯中物而飲醉酒惹上官非。2006年1月11日凌晨，他醉酒駕駛，在九龍城駕駛車輛期間撞向停車場的石壆。警員發現他滿身酒氣，便要求他接受酒精測試。然而羅莽試圖開車逃走不遂，被警員拉出車外，並為他進行四次酒精呼氣測試。因為他拒絕接受測試而被警方拘捕。最終他在承認「在意外發生後沒有提供呼氣樣本罪」下被法庭罰款8000元。
2008年1月28日，醉酒的羅莽涉嫌強吻兩名男途人，被控在公眾地方行為不檢及襲擊公職人員。資深大律師駱應淦（因其大律師徒弟羅志霖為羅莽胞弟以及駱應鈞與羅莽稔熟的緣故）就此事主動聯絡羅莽代表他打官司。最後他承認「普通襲擊罪」，被法庭判處罰款2000元，而他也獲撤銷起訴。事件告一段落後，於2010年7月19日，羅莽再次在九龍城城南道一間泰國菜館醉酒鬧事，騷擾客人。不過是次事件沒有鬧大。

### 現況
2016年，美國導演 Robert Samuels 希望透過眾籌，將邵氏電影《金臂童》拍成短片《 Golden Arms Returns》，並由羅莽親身拍攝。羅莽於美國及墨西哥觀眾眼中具有一定名氣，曾有導演為他舉辦影迷聚會。而影迷當中又有不少人為美國黑人。羅莽現時為自由身，雖不再在無綫電視發展，但仍會有一些幕前演出。2019年12月，他首次參與舞台劇，在《夜谷賓館營業中》裡飾演由明朝穿越到現代的劊子手。2024年接拍電影《觸電》。

## 家庭生活
羅莽在1979年與當時任職診所護士的妻子結婚，不過妻子已於1989年因血癌離世，至今他沒有再婚。而他與一對子女的關係也很差。他昔日居於黃大仙下邨。2011年結識現時的来自大陆四川的女朋友Vivian。

## 其他資料
有說羅莽曾改藝名為「羅網」，但他已於2013年2月19日無線電視翡翠台播出的《今日VIP》中回應主持人羅敏莊有關的提問，期間羅莽親口證實並沒有改名為「羅網」，而其英文名亦非「Internet」。另羅莽在美國有一個成立超過20年的影迷會。這批影迷是因為喜愛他拍攝過邵氏電影的作品而成立影迷會。曾有當地影迷誤以為他已逝世。入行超過四十年，羅莽在1984年以劇集《十二金牌》演員身份，代表亞洲電視參加過端午節香港仔龍舟競渡比賽。在2000年作大膽演出，替《壹本便利》拍攝裸照。

## 演出作品
*以下列表只記錄羅莽演出過的劇集及電影作品資料，若有遺漏，請協助補充相關資料。

### 電視劇（無綫電視）
| 首播   | 節目名稱             | 角色                               | 備註                                       |
| 1990年 | 螳螂小子             | 霍耀南                             |                                            |
| 1990年 | 蜀山奇俠             | 藏靈子                             |                                            |
| 1991年 | 皇家鐵馬             | 眼鏡蛇                             |                                            |
| 1992年 | 捉妖奇兵             | 妖王                               |                                            |
| 1992年 | 水滸英雄傳           | 秦明                               |                                            |
| 1992年 | 妙探出更             | 寸牛                               |                                            |
| 1992年 | 賭霸                 | 閻阿九                             |                                            |
| 1992年 | 拳王賭至尊           | 雷豹                               |                                            |
| 1992年 | 極度空靈             | 族長                               | 第十二集：孽債                             |
| 1993年 | 精武五虎             | 陳真                               |                                            |
| 1993年 | 如來神掌再戰江湖     | 天殘腳                             | 友情客串                                   |
| 1993年 | 武尊少林             | 法輪                               |                                            |
| 1993年 | 超能幹探Supercop     | 李家強（大雞）                     |                                            |
| 1993年 | 龍兄鼠弟             | 雷文龍                             |                                            |
| 1994年 | 射鵰英雄傳之南帝北丐 | 雷霆上人                           |                                            |
| 1994年 | 新重案傳真           | 于振彪                             |                                            |
| 1994年 | 異度凶情             | 張振光                             |                                            |
| 1994年 | 黃飛鴻系列之鐵膽梁寬 | 鬼塚橋                             |                                            |
| 1994年 | 黃浦傾情             | 端木                               |                                            |
| 1994年 | 孤星劍               | 刀魔                               |                                            |
| 1994年 | 螳螂小子             | 霍耀南                             |                                            |
| 1995年 | 娛樂插班生           | 胡江                               |                                            |
| 1996年 | O記實錄II            | 洪勝                               |                                            |
| 1996年 | 大刺客之刺馬         | 曹二虎                             |                                            |
| 1996年 | 大刺客之呂四娘       | 甘鳳池                             |                                            |
| 1996年 | 河東獅吼             | 佛印                               |                                            |
| 1996年 | 緝私群英             | 林國威                             |                                            |
| 1996年 | 英雄貴姓             | 諾英                               |                                            |
| 1997年 | 醉打金枝             | 王大力                             |                                            |
| 1997年 | 難兄難弟             | 龍干                               |                                            |
| 1997年 | 美味天王             | 朱大雄                             |                                            |
| 1997年 | 狀王宋世傑           | 白老大                             |                                            |
| 1997年 | 樂壇插班生           | 胡剛                               |                                            |
| 1997年 | 廉政追緝令           | 王鏗鏘                             | 「警務人員包庇公寓進行賣淫活動」部分       |
| 1997年 | 濟公                 | 趙彬                               |                                            |
| 1997年 | 保護證人組           | 鮑哥                               |                                            |
| 1998年 | 師奶強人             | 司徒明                             |                                            |
| 1998年 | 難兄難弟之神探李奇   | 白雲                               |                                            |
| 1998年 | 妙手仁心             | 馬老闆                             |                                            |
| 1998年 | 西遊記               | 李靖                               |                                            |
| 1998年 | 陀槍師姐             | 張炮                               | 賣淫集團案（第4－9集）                     |
| 1998年 | 鹿鼎記               | 歸辛樹                             |                                            |
| 1999年 | 先生貴性             | 鄧小鳳                             |                                            |
| 1999年 | 刑事偵緝檔案IV       | 何錦榮                             |                                            |
| 1999年 | 全院滿座             | 麥波                               |                                            |
| 1999年 | 非常保鑣             | 阿光                               |                                            |
| 1999年 | 命轉情真             | 雄爺                               |                                            |
| 1999年 | 衝上人間             | 余鎮科                             |                                            |
| 2000年 | 洗冤錄               | 查小燦                             |                                            |
| 2000年 | 男親女愛             | 陳福榮                             |                                            |
| 2001年 | 陀槍師姐III          | 潘文彬                             |                                            |
| 2001年 | 金裝四大才子         | 王巨力                             |                                            |
| 2001年 | 錦繡良緣             | 程智盛                             |                                            |
| 2001年 | 倚天屠龍記           | 常遇春                             |                                            |
| 2002年 | 皆大歡喜             | 花和尚 洪霹靂 七哥                 | 第109-110集 第231集 第316、321、323－325集 |
| 2002年 | 蕭十一郎             | 陳勇                               |                                            |
| 2002年 | 談判專家             | 林健碩                             |                                            |
| 2003年 | 皆大歡喜             | 血骷髏 幾両菜 關炳烈 木村 吳修好友 | 第1集 第124集 第143集 第156集              |
| 2003年 | 帝女花               | 李自成                             |                                            |
| 2003年 | 金牌冰人             | 程德                               |                                            |
| 2003年 | 九五至尊             | 寶飛                               |                                            |
| 2003年 | 鳳舞香羅             | 錢老大                             |                                            |
| 2003年 | 富豪海灣非凡情緣     | Andy之上司                         | 單元二：兩「伙」戀戀的心                   |
| 2003年 | 繾綣仙凡間           | 崑崙奴 / 番                        |                                            |
| 2004年 | 皆大歡喜             | 醜男 大隻佬 酋長                   | 第189集 第212集 第340－343集               |
| 2004年 | 富豪海灣至尊家緣     | 施叔                               | 單元六：再見曾Sir                          |
| 2004年 | 廉政行動2004         | 黎家富                             |                                            |
| 2004年 | 陀槍師姐IV           | 潘志彬                             |                                            |
| 2004年 | 棟篤神探             | 黎榮                               |                                            |
| 2004年 | 無名天使3D           | 姚英彪                             |                                            |
| 2004年 | 水滸無間道           | 康福泰                             |                                            |
| 2004年 | 西廂奇緣             | 不詳                               |                                            |
| 2005年 | 驚艷一槍             | 唐寶牛                             |                                            |
| 2005年 | 同撈同煲             | 關德聲                             |                                            |
| 2005年 | 人間蒸發             | 泉                                 |                                            |
| 2005年 | 佛山贊師父           | 曹三標                             |                                            |
| 2005年 | 蓋世孖寶             | 常勝                               |                                            |
| 2005年 | 點指賊賊賊捉賊       | 黃局長                             |                                            |
| 2006年 | 高朋滿座             | 宋志昭                             |                                            |
| 2006年 | 布衣神相             | 死士                               |                                            |
| 2006年 | 東方之珠             | 龚海                               |                                            |
| 2007年 | 鐵咀銀牙             | 藏法寺主持                         |                                            |
| 2008年 | 最美麗的第七天       | 林Sir                              |                                            |
| 2008年 | 金石良緣             | 朱天鐸                             |                                            |
| 2008年 | 古靈精探             | 祝年邦                             |                                            |
| 2008年 | 原來愛上賊           | 江永強                             |                                            |
| 2009年 | 絕代商驕             | 力池                               |                                            |
| 2009年 | 幕後大老爺           | 陸雲成                             |                                            |
| 2009年 | 畢打自己人           | 鍾大文                             | 第336、337集                               |
| 2010年 | 五味人生             | 祝之科                             |                                            |
| 2010年 | 老公萬歲             | Leon                               |                                            |
| 2010年 | 秋香怒點唐伯虎       | 忠                                 | 第10集                                     |
| 2010年 | 飛女正傳             | 羅振強                             |                                            |
| 2010年 | 談情說案             | 陳堅成                             |                                            |
| 2011年 | 女拳                 | 蔡大山                             |                                            |
| 2011年 | 點解阿Sir係阿Sir     | 張超                               |                                            |
| 2012年 | 缺宅男女             | 余英俊                             |                                            |
| 2012年 | 結·分@謊情式         | 羅拔迪                             |                                            |
| 2012年 | 回到三國             | 夏侯惇                             |                                            |
| 2012年 | 巴不得媽媽...        | 師傅                               |                                            |
| 2012年 | 名媛望族             | 錢老闆                             |                                            |
| 2013年 | 老表，你好嘢！       | 阿成                               |                                            |
| 2013年 | 愛·回家              | 伍伯                               | 第232集                                    |
| 2013年 | 好心作怪             | 洪樹根                             |                                            |
| 2013年 | 情逆三世緣           | 朱雄                               |                                            |
| 2014年 | 新抱喜相逢           | 郭德                               |                                            |
| 2014年 | 點金勝手             | 酒樓經理                           |                                            |
| 2014年 | 寒山潛龍             | 苗老大                             |                                            |
| 2014年 | 愛·回家              | 伍主席                             | 第578集                                    |
| 2014年 | 使徒行者             | 黄贵                               |                                            |
| 2014年 | 再戰明天             | 歐東豹                             |                                            |
| 2014年 | 飛虎II               | 「一级能源」股民                   |                                            |
| 2015年 | 四個女仔三個BAR      | 薛劍                               |                                            |
| 2016年 | 殭                   | 陳太平                             |                                            |
| 2016年 | 廉政行動2016         | 肖軍                               |                                            |
| 2016年 | 超能老豆             | Rocky                              | 第3集                                      |
| 2016年 | 城寨英雄             | 果欄莽                             | 第7集                                      |
| 2016年 | 為食神探             | 辣椒哥                             | 第3－4集                                   |

### 電視劇（亞洲電視）
| 首播   | 節目名稱 | 角色 | 備註 |
| 1984年 | 十二金牌 | 岳雷 |      |

### 電視電影（無綫電視）
| 首播   | 節目名稱 | 角色         | 合作演員                       |
| 1991年 | 特技雙雄 | ？（待補充） | 錢小豪、張衞健                 |
| 1993年 | 的士810  | ？（待補充） | 鄭則士、李美鳳、楊雪儀、鄧英敏 |

### 電影
- 1976年：少林寺 飾 少林弟子
- 1977年：海軍突擊隊 飾 宋三手下
- 1977年：唐人街小子 飾 黃青虎
- 1977年：射鵰英雄傳 飾 韓寶駒
- 1978年：射鵰英雄傳續集 飾 裘千仞
- 1978年：五毒 飾 李豪
- 1978年：殘缺 飾 韋打鐵
- 1978年：南少林與北少林 飾 朱贊成
- 1979年：金臂童 飾 金臂童
- 1979年：雜技亡命隊 飾 楊大英
- 1979年：街市英雄 飾 陳阿金
- 1979年：生死門 飾 莫俊風
- 1979年：廣東十虎與後五虎 飾 鐵指陳
- 1979年：賣命小子 飾 關雲
- 1979年：第三類打鬥 飾 魏漢亭
- 1980年：大殺四方 飾 金正平
- 1980年：邪鬥邪 飾 馬素
- 1980年：少林與武當 飾 童千斤
- 1981年：射鵰英雄傳第三集 飾 裘千仞
- 1981年：辛亥雙十 飾 砲兵
- 1981年：南北獅王 飾 雲哥
- 1982年：大旗英雄傳 飾 雲錚
- 1982年：八十二家房客 飾 阿燦
- 1982年：五遁忍術 飾 梁智生
- 1982年：人皮燈籠 飾 歸四夷
- 1982年：邪完再邪 飾 馬素
- 1983年：天蠶變 飾 公孫宏
- 1983年：暗渠 飾 趙敬才
- 1983年：梁上君子 飾 鐵力威
- 1984年：錦衣衛 飾 趙不群
- 1985年：江湖了斷 飾 葉洪
- 1985年：山東狂人
- 1985年：弟子也瘋狂 飾 洪熙官
- 1988年：點指賊賊 飾 喪標
- 1992年：辣手神探 飾 阿華
- 1992年：羣星會 飾 喇嘛
- 1994年：新英雄本色 飾 黑牛
- 1995年：廟街故事 飾 黑幫頭目箭豬
- 1995年：南洋十大邪術 飾 阿江之神打師傅
- 1995年：迷魂黨 飾 柳記雄
- 1996年：伊波拉病毒 飾 餐館老闆（由張炳強配音）
- 1996年：洪興仔之江湖大風暴 飾 怪獸
- 1997年：呢個乜野場
- 1998年：超級整蠱霸王 飾 整蠱之霸
- 1998年：陰陽路之升棺發財
- 1998年：玉蒲團III之官人我要
- 1999年：夜叉 飾 鄺佐歡
- 1999年：爆裂刑警 飾 健身教練
- 2000年：刀手 飾 蛇皮
- 2002年：乾柴烈火 飾 徐英彪
- 2003年：安娜與武林 飾 青城一牛
- 2003年：下一站…天后 飾 細強
- 2004年：見習黑玫瑰 飾 莽哥
- 2004年：煎釀叄寶 飾 龍飛雁父
- 2004年：這個阿爸真爆炸 飾 羅宋
- 2006年：純白的聲音 飾 劫匪
- 2006年：犀照 飾 秦步
- 2010年：火龍
- 2010年：葉問2 飾 罗师傅
- 2010年：打擂台 飾 謝俊義
- 2010年：72家租客 飾 自由行旅客
- 2011年：熱浪球愛戰 飾 道
- 2011年：勁抽福祿壽 飾 武林高手
- 2011年：開心魔法 飾 東山隊校長
- 2012年：2012我愛香港喜上加囍 飾 救生員
- 2013年：一代宗師 飾 在香港找葉問踢館的武人
- 2015年：葉問3 飾 羅師父
- 2016年：刑警兄弟 飾 瀟灑哥
- 2017年：救殭清道夫 飾 大舊駒
- 2018年：歐洲攻略 飾 鐵布衫
- 2019年：葉問4 飾 羅師父
- 2020年：戰玄武（內地網絡電影）
- 2021年：Made in Chinatown（美國電影） 飾 Hung Phat
- 待定：《觸電》 飾 八爺

### MV演出
| 首播   | MV名稱                          | 角色     | 備註                                          |
| 2021年 | MC $oHo & KidNey - Black Mirror | 武打師傅 | （页面存档备份，存于） （页面存档备份，存于） |

### 綜藝及資訊節目
- 1998年：天下無敵獎門人[[[Wikipedia:格式手册/链接#章節|錨點失效]]]（第10集）
- 1999年：驚天動地獎門人
- 2000年：宇宙無敵獎門人（第5集）
- 2000年：健美小姐2000（表演嘉賓）
- 2000年：智尊打吡賽
- 2002年：吾係獎門人（第5、16集）
- 2004年：慈善星輝仁濟夜
- 2004年：舞林高手大派對
- 2005年：最緊要健康‧路上零意外
- 2005年：繼續無敵獎門人（第19、36、37集）
- 2012年：玩轉三周1/2
- 2012年：情牽好客自家人
- 2013年：今日VIP
- 2015年：網絡挑機
- 2020年：點相 III 先機算

### 舞台劇
- 2019年：夜谷賓館營業中 飾 明朝劊子手

### 代言 / 廣告 / 封面拍攝
- 2014年：《100毛》‧「堅持掃走小人 總路線」
- 2014、2015年：強大物流
- 2014、2015年：電玩遊戲《Gear of War》（以主角 Marcus 做宣傳）[38]
- 2016年：MoneySQ.com
- 2017年：黑人牙膏
- 2017年：富途證券
- 2017年：Maxcare 纖足變
- 2018年：機電工程署 車輛維修技工自願註冊計劃
- 2018年：微軟視窗系統Windows 10
- 2020年：一拳超人手遊 飾 性感囚犯
- 2020年：真紅之刃手遊（與錢嘉樂、廖啟智）

## 外部鏈結
- 羅莽的Facebook專頁
- 羅莽的新浪微博
- Lo Mang 羅莽外國影迷開設之Facebook （页面存档备份，存于）